# Замок Кілваутер
Замок Кілваутер (англ. Kilwaughter Castle) — один із замків Ірландії, розташований у графстві Антрім, Північна Ірландія.

## Історія замку Кілваутер
Замок Кілваутер побудований по Т-подібному плану, у XVII столітті аристократичною родиною Агнью, на землях, які вони отримали в дар від короля Англії і Шотландії Якова VI. Замок являє собою споруду на 4 поверхи з кутовими вежами.
Біля замку є баштовий будинок, що був побудований у 1803 році архітектором Джоном Нешом, що збудував вулицю Регент у Лондоні. У родина Агнью були люди, які служили митниками в графстві Антрім.
Дочка Сквіра Агнью виїхала в Італію, де вона вийшла заміж за графа. Вона повернулась у замок Кілваутер у 1897 році як графиня Бальцані.
Під час Першої світової війни поранені американські офіцери були в числі тих, хто знайшов розраду в замку Кілваутер і в пані Елізабет Галт Сміт. Її родина взяла замок в оренду на 30 років — до 1922 року.
Під час Другої світової війни замок Кілваутер був власністю італійської родини Бальцані. Замок Кілваутер був зайнятий армією, у тому числі підрозділами, які готувалися в 1944 році до «Дня D», у тому числі американським 644 батальйоном. Після війни замок залишався незайнятим і поступово перетворився в руїну.
У даний час руїни замку є частиною ферми. Дахи (частина з яких спочатку були обшиті тільки з піском і дьогтем) зруйнувалися, так само як і підлоги.
Хоча замок Кілваутер збудований не так давно, але становить певну культурну і архітектурну цінність і потребує охорони і реставрації. Нині замок розташований на приватній території й відвідувати його неможливо.